# ビクター・セロン
ビクター・セロン（Victor Ceron、1978年8月27日 - ）は、ブラジルのプロレスラー。リオデジャネイロ出身。カフー（Kafu）のリングネームで活動し、WWE傘下のFCWに所属していた時期がある。

## 来歴
2002年にAPW（All Pro Wrestling）にてデビュー。APWに所属している間、APWユニバーサルヘビー級王座を二度獲得。同団体に所属するオリバー・ジョンとはライバルとして長期間抗争し、シングルでの対決は大会を盛り上げるカードとして重宝された。他団体にも積極的に参戦し、アメリカだけではなく中南米の団体まで足を運び、プエルトリコではサビオ・ベガと試合を行っている。2007年にはジョバーとしてだが、WWEのRAWの前座試合を放送するHeatにてジョンとタッグを組んでザ・ハイランダーズと試合をし、ECWではビクター・カルビオ（Victor Calvio）のリングネームでジミー・クルスと組み、ビッグ・ダディVとのハンディキャップマッチを行った。
2008年1月よりWWEとディベロップメント契約を交わし、傘下団体のFCWにてトレーニングを開始。2月よりデビューし、シェイマス・オショネシーとタッグを組んで活動。FCWフロリダタッグチーム王座を巡って長期間他チームと抗争するが獲得するに至らなかった。シェイマスとのタッグを解消した後はシングルで活動し、WWEマガジンでは未来のスーパースター候補として紹介されるなど評価は高かったものの、これといった結果を残すことができず、2009年6月6日にリリースを発表された。
WWE解雇後はPWR（Pro Wrestling Revolution）やカナダの団体であるECCW（Extreme Canadian Championship Wrestling）などのインディー団体に参戦。PWRではオリバー・ジョンと再戦し、またエル・ダイナマイタとタッグを組んで2011年5月14日にPWRタッグチーム王座を獲得。

## 得意技
- ブラジリアン・クルシフィクス

スコット・ホールのアウトサイダーズ・エッジと同型のパワーボム。フィニッシャー。
- クローズライン
- ビッグ・ブート

## 獲得タイトル
APW
- APWユニバーサルヘビー級王座 : 2回

PWR
- PWRタッグチーム王座 : 1回

w / エル・ダイナマイタ